# Joaquín Agustín Burset Masferrer
Joaquín Agustín Burset Masferrer (Marín, Pontevedra, Galicia, 23 de julio de 1881-San Juan de Puerto Rico, 28 de diciembre de 1967) fue un hombre polifacético de la primera mitad del siglo XX que incursionó en las artes musicales, el periodismo y la política. Dedicado al teatro lírico principalmente, fue concertador, arreglista y copista, además de empresario. Realizó giras por todo el Caribe; en la política insular, militó en el Partido Socialista Puertorriqueño, partido por el que fue elegido senador, impulsando legislación para promover la educación musical. Con el establecimiento de la radio en Puerto Rico, fue el primer director musical de la primera estación, WKAQ, puesto que ocupó por muchos años.  Al final de sus días cooperó con esfuerzos escolares por promover el teatro lírico en Puerto Rico.

## Biografía
Nació en la calle Real de la villa de Marín, en Pontevedra, Galicia, el 23 de julio de 1881.  Fue el séptimo y el menor de los hijos de Martín Burcet Romero y de Mercedes [bautizada Merced Teresa de la Encarnación] Masferrer Berríos (Martín cambió la grafía del apellido a Burset en algún momento de su vida en Puerto Rico). Al bautizarlo, recibió los nombres de Perfecto Joaquín, por su padrino y tío político, Perfecto Fernández Cordero, marido de su tía Umbelina Burcet, y su abuelo materno.  Sin embargo, en el Registro Civil fue inscrito bajo el nombre de Agustín.  Durante su vida utilizó Joaquín Agustín.
Joaquín Burset casó en 1907 con María Providencia Vélez López, hermana del barítono Evaristo Vélez López. Tuvieron seis hijos:  Mercedes Josefina (1908-1910), Luisa Mercedes Josefina (1910-2000), Cecilia Providencia (1912-2007), Joaquín Evaristo (1913-1916), José Manuel (1917-1997) y Joaquín Rafael (1926-2006) Burset Vélez.  Tras la muerte de María Providencia, casó con Carmen Ortiz Ortiz.  Antes de casar con Providencia, había tenido una hija con Tecla Maceira, llamada Juana Joaquina (1904-1990).

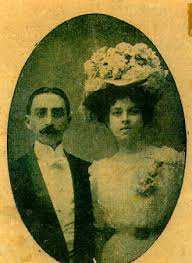
Foto de bodas de Joaquín Agustín Burset Masferrer y María Providencia Vélez López realizada el 27 de julio de 1907 en San Juan.

Falleció en San Juan de Puerto Rico el 28 de diciembre de 1967.

## Sus padres
Su padre, Martín Burcet y Romero, nació en la villa de Marín el 30 de octubre de 1839.  Era hijo de Francesc Ramón Francisco Burcet Romaní, un fomentador catalán nacido en Blanes, Gerona, Cataluña, dedicado a la salazón de sardinas, y de Manuela Romero Villanueba, gallega.
En 1857, Martín viajó a Puerto Rico junto a sus primos hermanos Rocafort Burcet, con quienes se estableció en Humacao como comerciante. En 1864 era socio de la casa Rocafort y Burcet, y uno de los mayores contribuyentes del municipio de Humacao.  Así, fue incluido en un grupo que "con los sentimientos del más acendrado patriotismo", acordó que fueran los municipios, y no el Erario, quien pagara por el envío de soldados españoles a la isla de Santo Domingo. En 1866 fue presidente de la comisión examinadora de Humacao, cuando se convocaba a profesores a presentarse para plazas en la escuela elemental de primera clase de la Isla de Vieques. Para el año de su matrimonio con Mercedes, 1870, Martín aparece como uno de los contribuyentes a la suscripción voluntaria en favor de los dos huérfanos de don Gonzalo Castañón, asesinado en Cayo Hueso.
Su madre, Mercedes Masferrer Berríos nació en Humacao, Puerto Rico, el 25 de marzo de 1851. Era hija del catalán mataronense Joaquín Masferrer (o Masfarré) Fraxedas y de la puertorriqueña María de la Concepción Berríos de la Rosa.  Masferrer había salido para América en 1842, y se estableció en Puerto Rico.  Joaquín Masferrer Fraxedas se ocupó de administrar la Hacienda Santa Teresa en el barrio Río Abajo de Humacao, que había sido propiedad de la familia de su esposa. 
Pocos años después de casar en 1873, Martín y Teresa abandonaron la isla y se trasladaron a España.  Dos hijos habían nacido en Puerto Rico: Francisco (1871-1911) y Juana María de la Concepción (1873-1947).  Una vez establecidos en España, nació otro en Barcelona: Víctor Hugo Lino Caracciolo Armando (1874-1920).  Los últimos cuatro nacieron en Marín: José (1876), Teresa (1878) y Martín (1879) (estos dos fallecieron niños), y Joaquín (1881-1967).
En 1882, 1884, 1885 y 1886 Martín aparece como especulador de harinas en Marín. En 1887 ya estaba de regreso en Puerto Rico, cuando se le incluye en el censo de elegibles para Concejales del Ayuntamiento. Fue elegido miembro de la Junta Municipal de Humacao para el año 1890-91 en la Sección de Industria, por lo que habría regresado a la Isla antes que su esposa e hijos. En 1895 fue incluido en el censo de electores para diputado provincial y ayuntamientos en el distrito de Humacao. En 1898 aparece en el registro "Colonial Business Directory of the Island of Puerto Rico", bajo la categoría de Barcazas.

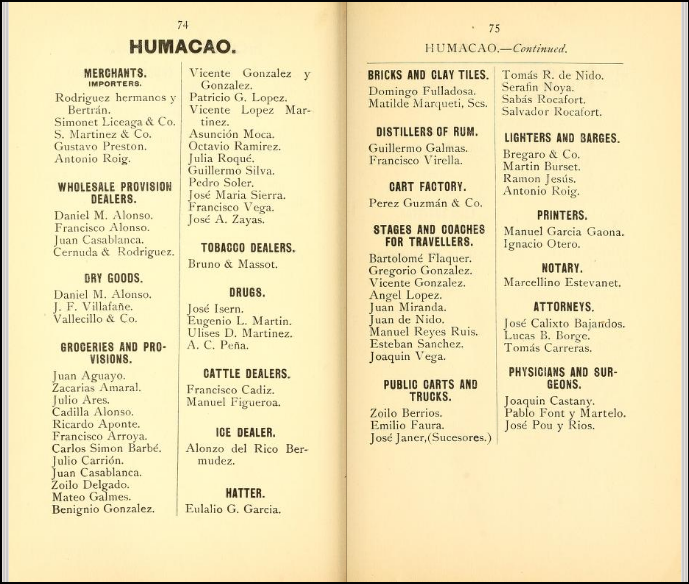
Colonial Business Directory of the Island of Puerto Rico, 1898

## Formación musical
Mientras el padre manejaba sus negocios en Pontevedra, pasó a Barcelona junto a su madre y su abuela.  Ya la familia conocía la ciudad Condal, puesto que uno de los hijos, Víctor, había nacido allí en 1874, concretamente, en la calle de Mendizábal, #23, piso 2a.
Joaquín fue matriculado en el Conservatorio Municipal de Música de Barcelona.  Se graduó de piano, flauta y violín en 1895. Ese año regresó a Puerto Rico junto a su madre.
Bajo la soberanía estadounidense, en 1900 el Congreso de los Estados Unidos aprobó la Ley Foraker, que convertía a los residentes de la Isla en ciudadanos puertorriqueños.  Solo los nacidos en España podrían retener la ciudadanía española que había sido dada a los puertorriqueños con la Carta Autonómica de 1897.  Ese año, Mercedes, como tutora de sus hijos menores, cumpliendo con la ley, se presentó ante el juzgado municipal de Humacao y retuvo la ciudadanía española para Joaquín.

## Vida periodística
Después de su llegada a Puerto Rico, con alrededor de 14 años, comenzó a trabajar en el "Boletín Mercantil" en labores de redacción, donde estuvo hasta 1903.
Desde 1906 fue corresponsal de Puerto Rico para la publicación quincenal "El Arte del Teatro".  Entre 1910 y 1911 hizo lo propio para la revista de teatro "Eco Artístico". En 1916 era el editor en Humacao de una publicación de expresión periodística y literaria titulada "El Pueblo". En 1918 se reportó como tipógrafo residente en Humacao.
En el censo de 1920 se identifica como dueño de imprenta, que llevaba el nombre de Tipografía Burset. En 1930, siendo senador, nuevamente se reporta como empleado de imprenta.
En 1931 escribió "La danza puertorriqueña en el Ateneo" para "La Correspondencia de Puerto Rico".

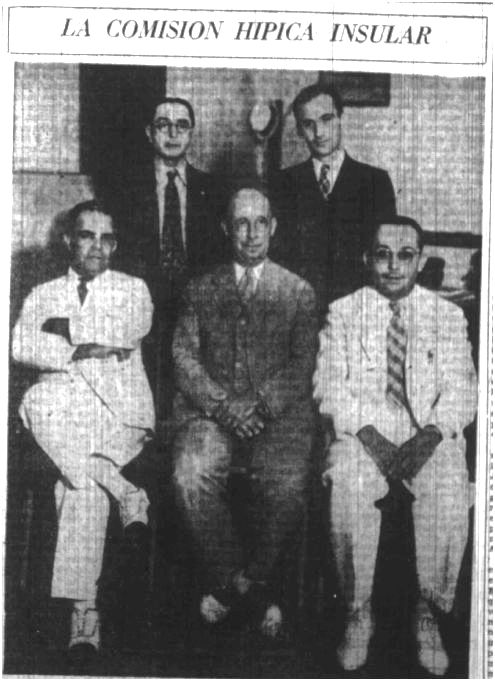
La Comisión Hípica Insular tomando posesión de sus cargos, confirmados por el Senado: Edmund Stevens, Comisionado Hípico; Enrique Gatell, Joaquín Burset, Luis Rechani Agrait y José Dávila Ricci, comisionados asociados. Periódico El Mundo, 15 de julio de 1935.

## Vida pública
En 1920 y en 1924 fue elegido miembro de la Asamblea Municipal de Humacao por el Partido Socialista de Santiago Iglesias Pantín.  En 1928 fue elegido senador por el Distrito Senatorial de Humacao bajo la Coalición Socialista Republicana.  Mientras fue senador, perteneció a la Comisión Legislativa para investigar las causas del desempleo.
En 1931 presentó la resolución conjunta #93 para conseguir financiamiento para la educación musical; no fue aprobada.
Entre 1932 y 1940, ocupó puestos políticos, pero de carácter honorario: miembro de la Comisión Hípica Insular en 1934 y 1935, y comisionado de la Policía Insular.  Durante las ceremonias de clausura del campamento de la Policía Insular, en 1936 asistió como Comisionado de la Policía a la condecoración de varios guardias por parte del gobernador Blanton Winship. En 1938 perteneció a la Junta de Sorteo de la Lotería de Puerto Rico.
En 1939 participó como líder en la convención general extraordinaria del Partido Socialista en la que se ratificó la expulsión de Prudencio Rivera Martínez y de Antonio Reyes Delgado, donde se declararon además como vacantes los cargos ocupados en el Territorial Socialista por los compañeros socialistas que se habían unido al Partido Liberal.
Tras su muerte, el Senado de Puerto Rico asignará su nombre a una calle en la urbanización Levittown.

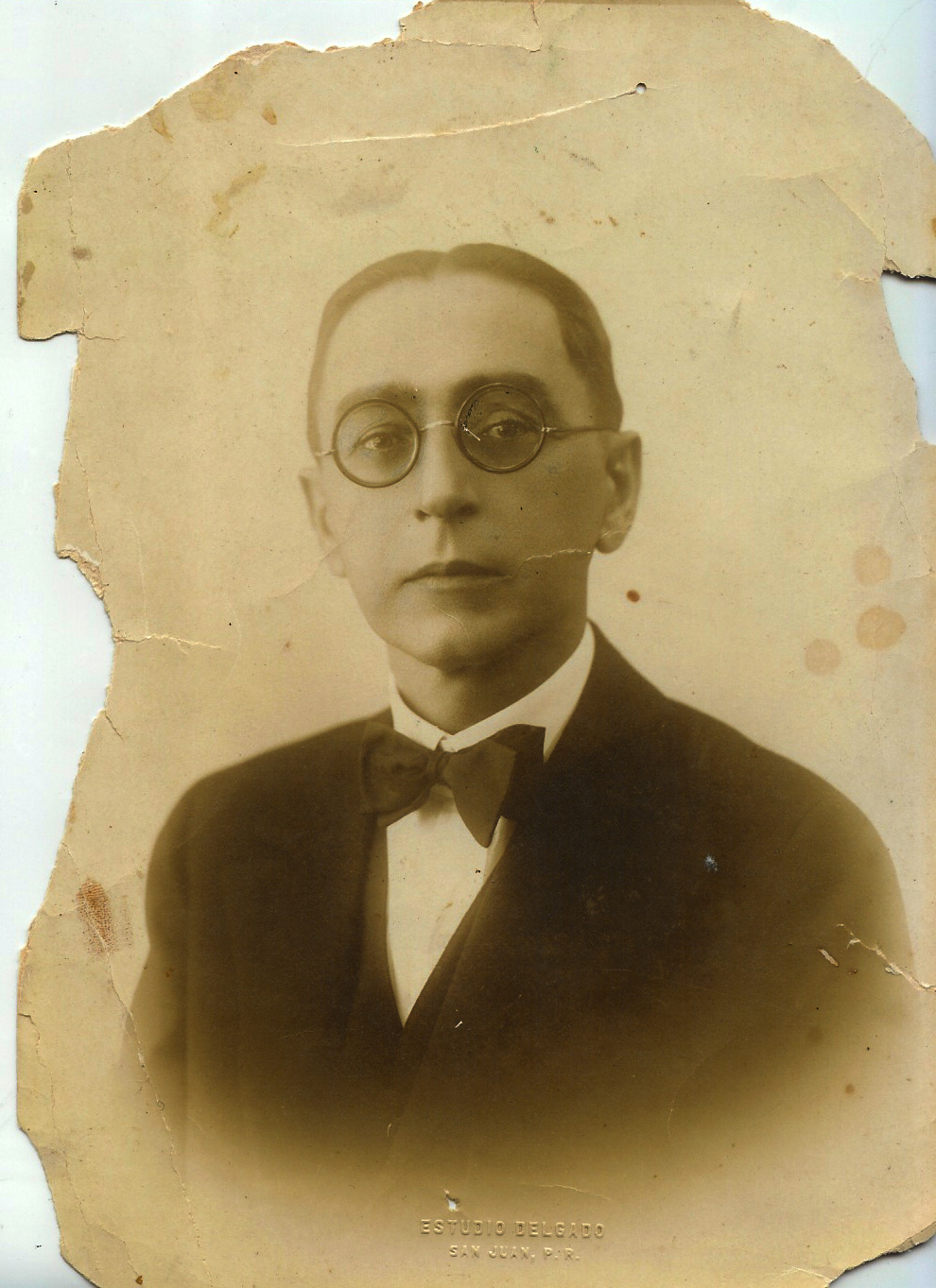

## Vida artística
Tan pronto llegó a Puerto Rico, se involucró en el mundo del teatro lírico.  El 31 de octubre de 1895 se presentó en San Juan la Compañía Infantil de Joaquín Burset Masferrer. 
En julio de 1903 el periódico "La Correspondencia" reseñaba que "el joven artista don Joaquín Burset, reportero del Boletín, celebrará un concierto de violín y piano en uno de estos días en el café la Mallorquina". Ese año abandonó sus responsabilidades en el Boletín Mercantil para ocupar el sitial de Maestro Director y Concertador de una compañía.  Fue abordado por Ulises Loubriel y José García Sandoval para formar una compañía de zarzuela, compuesta exclusivamente por artistas del patio. Entre estos se encontraban Emilia Núñez, Tecla Maceira, y Lolita Núñez; Luis Abella Blanes, Evaristo Vélez López - con cuya hermana casaría en 1907 -, Esteban Montesinos, Juan Pousa, Félix Montañez, Rafael y Lupercio Oller, y Torrondel, entre otros. Europa Dueño fungiría como directora de escena y él sería el Maestro.  Ofrecieron 52 presentaciones en San Juan, además de en Ponce, Mayagüez y Arecibo.

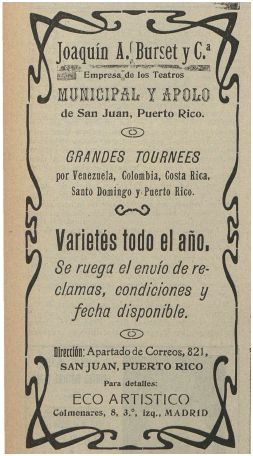
Anuncio promocionando la Compañía de Joaquín Burset en la revista Eco Artístico en 1913.

Ya varios de estos artistas se habían presentado bajo la Compañía Puertorriqueña de Zarzuelas Artística Juvenil, llamada también "Gira Artística", en 1898. En 1899 Burset había estado a cargo de la sección lírica de Gira Artística.
En octubre de 1905 fue parte del sexteto de Julián Andino, con el que participó en un baile en el Casino Español. Ese año estuvo de gira por Curacao y Venezuela. En enero de 1907 se presentó junto a Andino, Próspero Marsicano, J. Monclova, Franz Rooms y Manuel Tizol.
En 1907, la publicación quincenal madrileña "El Arte del Teatro" reseñó que los artistas de la compañía de zarzuela que actuaba en el teatro municipal de San Juan bajo el mexicano Gustavo Campos, y que había terminado "de un modo violento y desastroso", habían conseguido el agrado del público bajo la dirección del maestro Burset. Esta misma publicación reseñó el éxito obtenido por el maestro Burset, junto al maestro Casas, en sus presentaciones en el antiguo caserón "La Republicana" de Santo Domingo.  De ahí salieron en gira para San Pedro de Macorís y Santiago de los Caballeros.
En 1907 fue pianista para el recién fundado Sexteto Rooms-Marciano. Fue contratado por una compañía cubana en 1908 para dirigir zarzuelas del género grande.  En septiembre de 1908 regresó a Puerto Rico de una gira en Santo Domingo.  Los integrantes de la compañía fueron los empresarios Santiago Rosell - cubano - y Fernando Abet Enríquez - dominicano; los artistas Pedro Ravelo, Agustín Borrás, Ramona Miras, Carlos Ramos, Cecilia Delgado y Ester L. de Ramos. Una vez en Puerto Rico, fue contratado por la compañía de Paco Martínez como director.
En 1909 formó parte ocasionalmente del Octeto de Manuel Tizol Márquez. Los otros miembros eran Julián Andino (violinista solista); Julia Lecompte (primer violín); Domingo Andino y Sergio Lecompte, hijo (segundos violines); Sergio Lecompte Aspurúa (violista), Andrés Fernández (oboísta), y el maestro Tizol (contrabajo). Sobre ellos, Fernando Callejo señaló "La selección del personal, pues eran los mejores instrumentistas de la capital, así como la habilidad del Director y el esmero en la confección y ejecución de los programas, cautivando al público, les proporcionó gran cosecha de aplausos y beneficios, ya que era la orquesta preferida para todos los actos sociales de mayor resonancia".
Ese año recorrió las Antillas menores con una compañía de vodevil americano. La gira incluyó los pueblos de Caguas, Arecibo, Mayagüez y Ponce, en Puerto Rico.  Continuaron a St. Thomas, y de ahí a Trinidad, de donde pasaron a las Guayanas inglesa y francesa.  El último destino debía ser Venezuela.

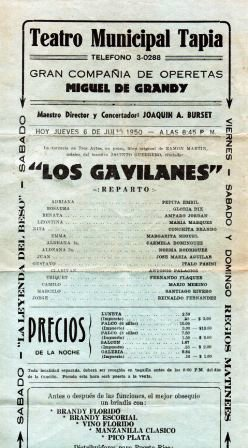

En diciembre de 1912 solicitó pasaporte con vigencia de tres años para viajar fuera de la Isla, con planes de regresar a Puerto Rico en 1913; declaró como oficio ser profesor de piano. El 29 de febrero de 1913 llegó a Nueva York en viaje de regreso a Puerto Rico desde Cádiz. Esa gira fue reseñada en "Eco Artístico": "El día 30, en el vapor Manuel Calvo, salieron de Cádiz, con rumbo a Puerto Rico, todos los artistas de varietés contratados por indicación de la Empresa Fernández y Noble, que dieron carta blanca a "Eco Artístico" para la formación de la compañía".
La compañía incluyó a Estrella de Andalucía, bailarina; Olms and Nelly, ilusionistas; Julieta Raga, coupletista; Las Oropesas, duetistas y bailarinas; Gitanela, cantante; Avelina García, bailarina;  y Granadina, coupletista.  Todos salieron para Puerto Rico.  La reseña continua: "Con ellos va el Sr. Burset, representante de la Empresa Fernández y Noble, persona competentísima en estos asuntos y que en el poco tiempo que ha permanecido en Madrid ha sabido captarse innúmeras simpatías".  La troupe artística se presentó en los principales teatros de Puerto Rico. Todavía en agosto de ese año permanecían en la Isla, cuando la misma revista reseñó los aplausos cosechados en la tourné que realizaba en Puerto Rico La Granadina.  Por otro lado, Las Oropesas se presentaron posteriormente en Santo Domingo, Santiago de los Caballeros, San Pedro de Macorís, y La Habana.
En 1914, después de trabajar en las compañías de Blanca Matrás y de Luisa Bonoris, fungió como director y concertador de la Compañía Española de Opereta y Zarzuela de Manolo Puértolas, que hizo su debut en San Juan.  Ese año regresó a República Dominicana. En 1915 salió de gira en abril (Santo Domingo, República Dominicana), junio (Puerto Plata, RD), septiembre (Venezuela), y octubre (San Pedro de Macorís, RD). A finales de ese año, volvió a salir de gira, que incluyó Curacao y Venezuela. Entre 1917 y 1918 pasó a Santo Domingo, y de ahí, a toda América Latina, llegando hasta Caracas, dirigiendo compañías de Zarzuelas.  De regreso en Humacao, en 1919 se dedicó a animar las películas silentes en el Teatro Oriente.
En 1919 ofrecía clases de piano en Humacao. Allí pasó casi una década (1920-1928) dedicado a la política municipal, lo que lo alejó de las giras artísticas fuera de Puerto Rico.  A partir de 1928, al salir electo senador, se trasladará con su familia definitivamente a San Juan.
En 1931 fundó la Sociedad Artística Puertorriqueña Burset Oller, que presentó las zarzuelas "Los Gavilanes", "El Rey que Rabió", "Maruxa" y "Marina". Además, se presentó zarzuelas en el Teatro Paramount en 1932.  Ese año Burset dirigió una ópera completa en vivo, "Marina", siendo ésta la primera vez que se transmitía por radio una ópera completa en vivo, realizado por WKAQ Radio.
En 1932 fue parte del grupo de aficionados a la música que fundó Pro Arte Musical, junto a Elisa Tavárez de Storer, Lolita Lázaro de Blanco, Prudencia Campoamor de Andreu, María Teresa Cortés, Raúl Benedicto, Conchita Campoamor, Providencia Riancho, Arturo Andreu hijo, Horacio Fenceschi, José Enrique Pedreira y Margarita Van Rhyn. Según el portal puertorico.com, "...esta sociedad logra en el año de 1939 una serie de conciertos en donde participaron: Enid Szantho (contralto), Otto Janowitz (pianista), Alejandro Brailowsky (pianista), Enya González (soprano), Carlo Edwards (pianista), Rudolf Kolish y el cuarteto Kolish, Félix Khuner, Eugene Lehner y Benar Heifetz."
En 1941, fue director musical de una función presentada por la Compañía Regional de Comedias y Zarzuelas, dirigida por Amalia Paoli en el Teatro Tapia.  Este concierto también fue transmitido por WKAQ Radio, de la cual Burset era director musical.  Luego organizará el departamento musical de WIPR y de WNEL.  En la década de 1950 fue director y concertador para la Gran Compañía de Operetas Miguel de Grandy, en cuyo electo se presentó ocasionalmente Pepita Embil.
Siendo ya mayor, se involucró en actividades de escuelas y universidades.  Así en 1963 estuvo a cargo de la orquestación del concierto puesto en escena por la Compañía Puertorriqueña de Zarzuelas en 1963; ésta estaba compuesta mayoritariamente por estudiantes graduados de la Academia del Perpetuo Socorro.  Al año siguiente, 1964, dirigió la orquesta en la presentación de la zarzuela "El Caserío", del Glee Club de Perpetuo Socorro.  En 1965 fue director musical de la presentación de la zarzuela "La Montería", a cargo del Glee Club del Colegio Universitario del Sagrado Corazón.

## Arreglista
Aunque no fue compositor, sí realizó arreglos musicales.  Entre algunos de los conocidos, se encuentra el de la danza "Inspiración", composición de su esposa, Providencia Vélez, realizada en 1939, y grabada bajo el sello Víctor.

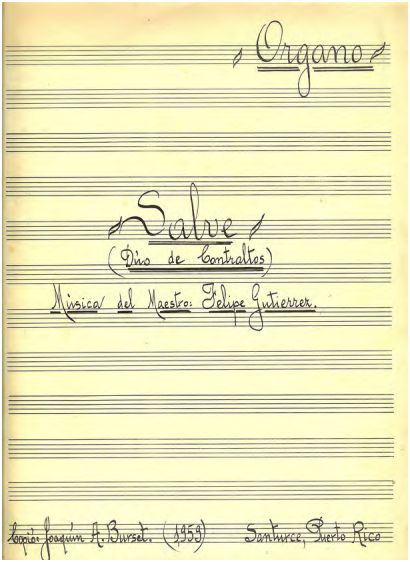

La Colección de Zarzuelas de la Biblioteca Musical de la Universidad de Columbia incluye algunos de sus trabajos.  Concretamente, los arreglos instrumentales a la zarzuela "La Casta Susana", de Jean Gilbert; la partitura de piano de "El Chaleco Blanco", de Miguel Ramos Carrión; y la instrumentación de "El Encanto de un Vals", de Oscar Strauss.

## En la radio
En 1922, siendo director de la Orquesta del Teatro Rialto, tocó en la transmisión inaugural de la emisora de radio WKAQ la noche del domingo, 3 de diciembre.  Interpretó una selección musical luego de los actos protocolares a cargo del Juez Presidente del Tribunal Supremo, Emilio del Toro Cuevas, y el gerente general de la Puerto Rico Telephone Company, J.T. Quinn.  Los presentaciones de la Orquesta bajo la batuta de Burset se convirtieron en parte regular del programa.
Haydée Reichard señala que WKAQ fue la quinta estación del radio del mundo y primera de la Isla. La noche de la inauguración se transmitió la música de la orquesta del Maestro Joaquín Burset por "remoto". El problema principal era que casi nadie tenía los aparatos para escucharla. La emisora transmitía por horas, sin anuncios y todo en vivo."
En el censo de 1935 se declara como su empleo "director de radio de WKAQ".
En 1945 respondió y apoyó una campaña para sanear la radio de música de mal gusto, cuyo objetivo era sacar del aire el bolero.  Según anotó el periodista J. Maldonado del periódico "El Mundo", Burset aseguró que había desechado un crecido número de discos de boleros.
En su edición de 1946-47, la "Billboard Encyclopedia of Music", publicada por la revista "Billboard" lo incluyó como director musical de WKAQ Radio.

## Cronología de su trayectoria musical
```
Año	Evento	Fuente
```

1895  Se gradúa de la Escuela Municipal de Música de Barcelona.
12/1897	Joaquín toma acciones para el sorteo de un piano del Paris-Bazar	La correspondencia de Puerto Rico, December 10, 1897, Image 2 (chroniclingamerica.org)
4/1901	Tras la muerte del Sr. Moyano, que dirigía la orquesta de Fajardo, el profesor de piano, don Joaquín Burset, trata de organizarla nuevamente.	La Correspondencia de Puerto Rico. 25 abr 1901. P.2. https://ufdc.ufl.edu/AA00031601/05420/2x?search=burset
6/1901	Dirigió el armónium y la música en las fiestas religiosas del mes de María en Fajardo.	La Correspondencia de Puerto Rico. 8 jun 1901. P.1. https://ufdc.ufl.edu/AA00031601/05464/1x?search=burset
12/1902	Acompaña un coro en la recepción de monseñor La Chapelle en Santa Ana	Boletín mercantil de Puerto Rico., December 29, 1902, Image 3
5/1903	Agente en PR de la revista “Azul y Rojo” de La Habana	Boletín mercantil de Puerto Rico., May 29, 1903, Page 7, Image 7
6/1903	Acompaña al piano a la señora Bruno en una velada en favor del señor Nortes	Boletín mercantil de Puerto Rico., June 05, 1903, Page 3, Image 3
6/1903	Se anuncia el programa de la velada que se ejecutaría en Carolina el domingo. Burset tocó “Anillo de hierro” al piano, y acompañó al piano a la señora Cecilia Bruno. 	Boletín mercantil de Puerto Rico. 12 jun 1903. P. 3. https://ufdc.ufl.edu/AA00066815/05105/1x?search=burset
7/1903	Se une a la redacción del Boletín Mercantil desde el día 1º. 	Boletín mercantil de Puerto Rico., July 02, 1903, Page 2, Image 2. La Democracia. 3 jul 1903. https://ufdc.ufl.edu/AA00052874/02576/4x?search=burset
7/1903	Se anuncia un concierto de violín y piano por su parte “uno de estos días” en La Mallorquina	La correspondencia de Puerto Rico., July 30, 1903, Image 3
8/1903	Concierto de la orquesta del maestro Verar en La Mallorquina. Joaquín toca al final a petición del público el preludio e intermezzo de Cavallería Rusticana.	Boletín mercantil de Puerto Rico. 25 ago 1903. https://ufdc.ufl.edu/AA00066815/05167/1?search=burset
8/1903	Participa como miembro del coro en un acontecimiento teatral organizado por el tenor Goicoechea. “Nuestro compañero Burset se ha pasado la mañana vocalizando”. 	La Correspondencia de Puerto Rico. 26 ago 1903. P.2. https://ufdc.ufl.edu/AA00031601/06266/2x?search=burset
9/1903	Asiste a una cena en honor del capitán López Díaz en el edificio de La Convalecencia en Río Piedras. Participó del banquete, sentado a la mesa con el juez del tribunal supremo, MacLeary, su cuñada, la señora Bustelo de Burset, entre otros.	Boletín Mercantil de Puerto rico. 4 sept 1903. P.2. https://ufdc.ufl.edu/AA00066815/05176/1x?search=burset
9/1903	Joaquín Burset regresó de Fajardo, a donde fue en representación del Boletín, para asistir a la velada literaria.	Boletín mercantil de Puerto Rico. 7 sept 1903. https://ufdc.ufl.edu/AA00066815/05178/1x?search=burset
9/1903	Tocaría en la segunda fiesta del certamen del Ateneo. “La parte de piano estará a cargo del inteligente pianista señor Burset”.	Boletín mercantil de Puerto Rico. 12 sept 1903. https://ufdc.ufl.edu/AA00066815/05183/1x?search=burset
9/1903	Sale para Fajardo a ver a “su antigua novia”	La correspondencia de Puerto Rico., September 06, 1903, Image 1
9/1903	Acompaña al piano a doña Cecilia Bruno en una velada del Ateneo donde cantaría la romanza “Sentir y Amar” de Luis Miranda	Boletín mercantil de Puerto Rico., September 10, 1903, Page 7, Image 7
9/1903	Tocaría el piano en la segunda fiesta de un certamen en el Ateneo. 	La Correspondencia de Puerto Rico. 12 sept 1903. P.1. https://ufdc.ufl.edu/AA00031601/06283/1x?search=burset
9/1903	Reseña de la actividad en el Ateneo. “Fue llevada a escena la Sra. Bruno que dio fin a la primera parte, cantando una romanza, letra del Sr. Pérez Lozada, acompañada al piano por el distinguido pianista Sr. Burset, quienes obtuvieron numerosos aplausos”. 	La Correspondencia de Puerto Rico. 15 sept 1903. P.2. https://ufdc.ufl.edu/AA00031601/06286/2x?search=burset
9/1903	Asiste a la asamblea de cafeteros en representación del Boletín Mercantil	Boletín mercantil de Puerto Rico., September 22, 1903, Image 1
11/1093	Acompañó al piano a Miguel Riera. 	La Correspondencia de PR. 9 nov 1903. P.2. https://ufdc.ufl.edu/AA00031601/06341/2x?search=burset
Boletín mercantil de Puerto Rico., November 10, 1903, Page 7, Image 7
11/1903	Nombrado corresponsal en PR de la revista artística literaria “Cuba Musical”	Boletín mercantil de Puerto Rico., November 19, 1903, Page 2, Image 2
11/1903	Asiste al bautizo de un hijo de Antonio Balasquide y la señora María Rodríguez.	Boletín mercantil de Puerto Rico. 2 nov 1903. P.2. https://ufdc.ufl.edu/AA00066815/05226/1x?search=burset
12/1903	Unión Artística, dirigida por Burset, debutó, con las obras “Los baturros”, “Parada y fonda”, y “El bateo”. 	Boletín mercantil de Puerto Rico. 5 dic 1903. P.2. https://ufdc.ufl.edu/AA00066815/05255/1x?search=burset
12/1903	Unión Artística se presenta por segunda vez en el tablado de la ciudad.	Boletín mercantil de Puerto Rico. 14 dic 1903. P.2. https://ufdc.ufl.edu/AA00066815/05261/1x?search=burset
12/1903	Joaquín y su hermano Víctor publicaron poemas en el Almanaque de 1904, del Boletín Mercantil. 	Boletín mercantil de Puerto Rico. 24 dic 1903. P.2.
https://ufdc.ufl.edu/AA00066815/05270/1x?search=burset
12/1903	Debut de la compañía cómico-lírica Unión Artística, dirigida por Burset como maestro director y concertador. La dirección era de Europa Dueño, e incluía a Evaristo Vélez López, Montesinos y (señora) Tecla Marceira. Subieron a escena con “Los Baturros”, “Parada y Fonda” y “El Bateo”.	Boletín mercantil de Puerto Rico., December 05, 1903, Page 2, Image 2; La Correspondencia de Puerto Rico., December 06, 1903, Image 1; La correspondencia de Puerto Rico., December 07, 1903, Image 1; Boletín mercantil de Puerto Rico., December 14, 1903, Page 2, Image 2. 
12/1903	Presentación de Unión Artística. “El señor Burset dirige bien, y es indudable que poco a poco se irán corrigiendo deficiencias”. 	La Correspondencia de PR. 14 dic 1903. https://ufdc.ufl.edu/AA00031601/06376/2x?search=burset
12/1903	Acompañó al piano a un grupo de distinguidas señoritas de la capital que cantó la misa pastoril coreada del padre Calvo Puig, en la iglesia San José.	Boletín mercantil de Puerto Rico. 17 dic 1903. https://ufdc.ufl.edu/AA00066815/05264/1x?search=burset
Imagen 1
12/1903	Fuerte crítica a una presentación suya.	La Correspondencia de Puerto Rico., December 21, 1903, Image 2
1/1904	Cubre como reportero la toma de posesión de la nueva directiva del Casino Español	Boletín mercantil de Puerto Rico., January 02, 1904, Page 2, Image 2
1/1904	Se anuncia un fotograbado en la edición del semanario del 17 de enero que incluye a Evaristo Vélez y otra a Tecla Marceira	Boletín mercantil de Puerto Rico., January 14, 1904, Page 7, Image 7
1/1904	Tocaría con la compañía a beneficio de la colonia española. 	La Democracia., January 19, 1904, Page 2, Image 2
1/1904	A petición popular se repitió en la temporada “El Rey que Rabió”, “dedicada a beneficio del reputado y simpático maestro señor Burset”, con Unión Artística.	La Democracia. 23 ene 1904. P.2. https://ufdc.ufl.edu/AA00052874/02542/2?search=burset
1/1904	Asistió a la toma de posesión de la nueva directiva del Casino Español por el Boletín Mercantil.
	Boletín mercantil de Puerto Rico. 2 ene 1904. https://ufdc.ufl.edu/AA00066815/05276/1x?search=burset
1/1904	Unión Artística preparó para el jueves 21 una función a beneficio de su director y concertador. Repetirían la zarzuela “El Rey que rabió”. 
En la noche del 23 se llevaría a cabo un concierto en el salón de recepción de Fortaleza a beneficio del Hospital de Maternidad, donde participó Burset. 	Boletín mercantil de Puerto Rico. 19 ene 1904. P.1 https://ufdc.ufl.edu/AA00066815/05290/1x?search=burset
1/1904	Sobre el concierto a beneficio de Burset. “El teatro estaba lleno, cosa que parecía imposible, siendo jueves y función repetida, sin embargo, no había una sola localidad desocupada. Fue un éxito la función de anoche.” Tocó “El rey que rabió”, la romanza de tiple, y el coro de doctores. “El teatro pretendía estar adornado con unas banderitas de muy mal gusto y nada más”. “El simpático director de la Unión Artística conquistó anoche muchos aplausos y bastantes dollars”.  	Boletín mercantil de Puerto Rico, 22 ene 1904. P.2. https://ufdc.ufl.edu/AA00066815/05293/1x?search=burset
2/1904	Verdadero éxito de la Unión Artística la noche anterior. “Por fin anoche tuvimos el gusto de ver al director señor Burset a más altura, sobre el nivel de… la orquesta” (referencia a su escasa estatura).
Regresa a Humacao don Francisco Burset.	Boletín mercantil de Puerto Rico. 1 feb 1904. P.3. https://ufdc.ufl.edu/AA00066815/05301/1x?search=burset
2/1904	Toca en un concierto en la Fortaleza a beneficio del Hospital de Maternidad	Boletín mercantil de Puerto Rico., January 19, 1904, Page 2, Image 2
2/1904	La Unión Artística inaugura su segunda temporada con la zarzuela “Cádiz”, dirigida por “el joven y simpático maestro don Joaquín A. Buset”.	Boletín mercantil de Puerto Rico, 20 feb 1904. Pag. 1 https://ufdc.ufl.edu/AA00066815/05252/1x?search=burset
3/1904	Toca en el teatro de San Juan	Boletín mercantil de Puerto Rico., March 01, 1904, Page 4, Image 4
3/1904	Se presentaría en “el concierto del jueves” tocando piano. Unión Artística toó “La Barca Nueva” y “El Alcalde Interino”. 	Boletín mercantil de Puerto Rico. 1 mar 1904. P.4.
https://ufdc.ufl.edu/AA00066815/05326/1x?search=burset
3/1904	Tocó en el concierto de Angel Celestino Morales. 
Complaciendo a Juan Vizcarrondo, dirigiría la orquesta de Unión Artística, en la representación de “Las Campanadas” el día siguiente.	Boletín Mercantil de Puerto Rico. 4 mar 1904. Núm. 54. P.1, p.6. https://ufdc.ufl.edu/AA00066815/05329/6x?search=burset
3/1904	Dirigió una función a beneficio del maestro de la compañía don Juan Vizcarrondo. Las obras “La Chavala”, “Las Campanadas, y “La Verbena de la Paloma”. Las obras fueron dirigidas por los maestros Vizcarrondo y Burset. “Fue de notar que el señor Burset, sin previo ensayo, dirigió con gran maestría “La Verbena de la Paloma”, por haberse indispuesto el señor Vizcarrondo 	La Democracia. 7 mar 1904. https://ufdc.ufl.edu/AA00052874/03864/3x?search=burset
3/1904	Se anuncia el comienzo de los ensayos de la chistosa zarzuela de un acto y tres cuadros, original de un escritor uertorriqueños, que el 12 de mayo la compañía que dirige Burset estrenaría.	Boletín mercantil de Puerto Rico. 15 mar 1904. P.2.
https://ufdc.ufl.edu/AA00066815/05338/1x?search=burset
3/1904	Unión Artística presenta “Los cocineros”, “Los africanistas”, “Los rancheros”. 	Boletín mercantil de Puerto Rico. 21 mar 1904, p.2. https://ufdc.ufl.edu/AA00066815/05343/1x?search=burset
3/1904	Unión Artística saldría el sábado de la semana entrante a Arecibo a dos representaciones.	Boletín mercantil de Puerto Rico. 25 mar 1904. P.2. https://ufdc.ufl.edu/AA00066815/05346/2x?search=burset
3/1904	La noche anterior, La Unión Artística dirigido por Burset y Europa Dueño, presentaron una zarzuela desconocida en la Isla, pero de lo mejor y más artístico que tiene el género chico español: “El Puñao de Rosas. 	Boletín mercantil de Puerto Rico. 26 mar 1904, p.2. https://ufdc.ufl.edu/AA00066815/05347/2x?search=burset 
6/1904	Unión Artística toca en Ponce	Boletín mercantil de Puerto Rico., June 10, 1904, Page 5, Image 5. https://ufdc.ufl.edu/AA00066815/05131/1x?search=burset
6/1904	Los Hermanos Burset (Joaquín y Francisco), representantes de la Unión Artística, informaron tener contratados los coches para que el personal de la compañía viajara a Ponce por la carretera central. 	La Democracia. 11 jun 1904. https://ufdc.ufl.edu/AA00052874/03920/2x?search=burset
7/1904	La Unión presentó la candidatura en Humacao de don Víctor Burset Masferrer para Marshall.	La Correspondencia de PR. 28 jul 1904. https://ufdc.ufl.edu/AA00031601/06776/1x?search=burset
9/1904	Regresan a Humacao los hermanos Joaquín y Francisco Burset; El Noy hablaba de sus triunfos artísticos por Ponce y Mayagüez. 	Boletín mercantil de Puerto Rico., September 17, 1904, Page 2, Image 2
10/1904	Joaquín Burset creó en Humacao una Academia de Música con 40 niños. 	La Correspondencia de PR. 17 oct 1904. P.1. https://ufdc.ufl.edu/AA00031601/06848/1x?search=burset
12/1904	Joaquín regresa a SJ	Boletín mercantil de Puerto Rico., December 19, 1904, Page 7, Image 7
9/1/1905	Nace Juana Joaquina 	
4/1905	Ingresa a la Compañía de Zarzuela, junto a Evaristo Vélez; dirige la zarzuela “La Viejecita”	La democracia., April 12, 1905, Image 1; La correspondencia de Puerto Rico., April 18, 1905, Image 4
8/1905	Debuta en el teatro de Aguadilla la Compañía de Zarzuela Española con la zarzuelas “El último chulo” y “Los Africanistas”	La democracia., August 03, 1905, Image 1. https://ufdc.ufl.edu/AA00052874/03470/1x?search=burset
10/1905	Toca en el sexteto del maestro Andino en la jarana del Casino Español	Boletín mercantil de Puerto Rico., October 02, 1905, Page 2, Image 2
11/1905	Se embarca en el vapor Filadelfia a La Guayra y Caracas	Boletín mercantil de Puerto Rico., November 04, 1905, Page 4, Image 4
11/1905	Burset acompaña al piano al bajo español, señor Riera, en el Casino Español.
Discurso del Dr. Vélez López ante la Escuela de enfermería.	Boletín mercantil de Puerto Rico. 5 nov 1905. P.2. https://ufdc.ufl.edu/AA00066815/05229/1x?search=burset
12/1905	Don Joaquín Burset ha regresado de Venezuela. 	La Democracia. 14 dic 1905. 
11/1905	Envía tarjeta postal desde Curazao, de camino a La Guayra; la nota de redacción dice que “son dos jóvenes artistas (él y Guillermo Dueño” que, no encontrando campo en este país para el desarrollo de sus facultades, van a otros países en busca de mejor ambiente”.	La correspondencia de Puerto Rico., November 09, 1905, Image 3
12/1905	Regresa de Venezuela, La Guaira, en el vapor Philadelphia	Boletín mercantil de Puerto Rico., December 13, 1905, Page 7, Image 7; La correspondencia de Puerto Rico., December 14, 1905, Image 1; La democracia., December 14, 1905, Image 1
2/1906	Acompaña al piano al barítono de la compañía de zarzuela, Manuel Real, en la residencia de los señores Rosselló-Iglesias. En la concurrencia se encontraba Luis Muñoz Rivera. “Víctor Burset tocó al piano, con mucha delicadeza de ejecución, la pieza musical Moraima, del compositor español Espinosa de los Monteros. 	La correspondencia de Puerto Rico., February 09, 1906, Image 2. https://ufdc.ufl.edu/AA00031601/07280/2x?search=burset. La Democracia. 9 feb 1906. https://ufdc.ufl.edu/AA00052874/03334/2x?search=burset
3/1906	La compañía de Joaquín Burset triunfó con “La marcha de Cádiz” en el Teatro del Parque. Se pusieron en escena, además, “Sandías y Melones”, “Los Secuestradores, o el Pelón”. 	La Democracia. 16 mar 1906. https://ufdc.ufl.edu/AA00052874/03360/2x?search=burset
3/1906	Se puso en escena la noche anterior “El señor Joaquín” y “La viejecita” la segunda resultó un triunfo. “La orquesta dirigida por el “Maestro” Burset – como le llaman las muchachas del coro – ajustada”. 	La Correspondencia de PR. 28 mar 1906. https://ufdc.ufl.edu/AA00031601/07327/2x?search=burset
3/1906	Presentación el próximo sábado (31 de marzo) en el teatro del Parque de una función de gracia a beneficio de la Casa de Refugio de Niños Desamparados. “… se espera que tanto el señor Burset como loa maestros a sus órdenes harán una buena rebaja por tratarse de un asunto tan simpático y de tanta importancia social”. 	La Correspondencia de PR. 29 mar 1906. https://ufdc.ufl.edu/AA00031601/07328/2x?search=burset
5/1906	La actividad en memoria de Ana Otero se celebraría el 25 de mayo. El ayuntamiento de Humacao nombró su representante ante la directiva del Ateneo a Víctor Burset.	La Democracia. 3 de mayo de 1906. https://ufdc.ufl.edu/AA00052874/03397/1x?search=burset
8/1906	Puesta en escena el sábado anterior (25 ago) de “El ducumán”, es decir, “El Dúo de la Africana”, “Dos Canarios de Café”, y “El Pobre Valbuena”. “La música, bajo la batuta de Burset (don Joaca) bastante afinada y fisna. Como este director es tan piquinini, la señora corista austriaca, sombrada de no verle desde el palco escénico, cuentan que preguntaba en su idioma: ¿dónde está el maestro?”.	La Correspondencia de PR. 27 ago 1906. https://ufdc.ufl.edu/AA00031601/07477/1x?search=burset
10/1906	Meeting del Partido Unión en el barrio Gandul de Santurce, donde tomó parte el señor Burset. 	La Correspondencia de PR. 4 oct 1906. P.2. https://ufdc.ufl.edu/AA00031601/07514/2x?search=burset
2/1907	Regresó de EE. UU., “donde pasó algunos meses”. Se anuncia la formación de una nueva compañía de zarzuela de la que será director y concertador, debutando con “La Macarena”, “Los Embusteros” y “La Polka de los Pájaros”. 	La Democracia., February 02, 1907, Image 1; Boletín mercantil de Puerto Rico., February 09, 1907, Page 4, Image 4
5/1907	Acompañó al piano al violinista Próspero Marsicano en el Teatro del Parque. Marsicano probablemente daría un concierto en el Parque Borinquen el jueves siguiente, presentando un magnífico sexteto bajo la dirección de Marsicano y con la cooperación de Andino, Monclova Rooms, Tizol y Burset. Ulises Loubriel será encargado del expendio de localidades, a quien se le podían solicitar en La Mallorquina. 	La correspondencia de Puerto Rico., May 03, 1907, Image 2. La Democracia. 4 de mayo de 1907. https://ufdc.ufl.edu/AA00052874/04204/3x?search=burset. La Democracia. 11 de mayo de 1907. https://ufdc.ufl.edu/AA00052874/04210/1x?search=burset
6/1907	En el beneficio del señor Casas, Joaquín regaló junto a Francisco Laloma un corte de traje de casimir y una caja de tabacos. 	Boletín Mercantil de PR. 28 jun 1907. https://chroniclingamerica.loc.gov/lccn/sn91099739/1907-06-28/ed-1/seq-2/
24/7/1907	Casa con María Providencia Vélez López	
8/1907	Se anuncia su matrimonio con la Srta. María Providencia Vélez López. Fijaron residencia en la calle Cristo #43.	La democracia., August 24, 1907, Page 3, Image 3; Boletín mercantil de Puerto Rico., August 28, 1907, Page 2, Image 2; La democracia., August 29, 1907, Image 5
9/1907	Participaría de un Concierto Marsicano a realizarse el 25 de septiembre en el salón de la sociedad Los Ekes, por el celebrado violinista Marsicano. Maestro Burset participó en la primera parte, en el sexteto compuesto por Marsicano, Andino, Rooms, Monclova, M. Tizol y Burset.	La Correspondencia de PR. 23 sept 1907. https://ufdc.ufl.edu/AA00031601/07862/1x?search=burset
La Democracia. 20 sept 1907. https://ufdc.ufl.edu/AA00052874/04013/1x?search=burset
9/1907	Concierto de despedida del notable violinista Próspero Marsicano en la logia de los Elks la noche anterior. Tomaron parte los profesores Arteaga, Rooms, Burset, Andino, Tizol y Monclova. 
Matrimonio de Luis Vélez López con Josefina Fortuño. 	La Democracia. 26 sept 1907. https://ufdc.ufl.edu/AA00052874/04018/1x?search=burset
10/1907	Se anuncia la organización de una compañía artística infantil dirigida por Burset. Presenta la compañía con la obra “La Gatita Blanca” y otras en el Teatro Municipal. La compañía fue organizada por Burset y Pedro Suárez. Continúan los ensayos. El Sr. Ramos, dueño del vestuario y del archivo de la extinguida Compañía del maestro Campos, es empresario también. 	La democracia., October 23, 1907, Page 5, Image 5; Boletín mercantil de Puerto Rico., October 26, 1907, Page 2, Image 2. La Democracia de PR. 31 oct 1907. https://ufdc.ufl.edu/AA00031601/07900/2x?search=burset
La Democracia. 31 oct 1907. https://ufdc.ufl.edu/AA00052874/04048/1x?search=burset
10/1907	El alcalde de SJ concede a Burset el Teatro Municipal los días 2 y 3 de noviembre para las funciones de su compañía lírico infantil. 	La Democracia. 26 oct 1907. https://ufdc.ufl.edu/AA00052874/04044/1x?search=burset
11/1907	Se presenta la compañía con “La gatita blanca”, A las máscaras”, y “La mujer del prójimo”. Anuncian el debut esa noche. Bibí Rodríguez cantará varios couplets en La Gatita. 	Boletín mercantil de Puerto Rico., November 02, 1907, Page 2, Image 2. La Democracia. 2 nov 1907. https://ufdc.ufl.edu/AA00052874/04050/3x?search=burset
11/1907	Brillante debut de la compañía infantil de zarzuela. 	La Demcoracia. 4 nov 1907. https://ufdc.ufl.edu/AA00052874/04051/1?search=burset
6/1908	Sale para Arecibo con una compañía de varietés como parte del sexteto de profesores de “Sociedad de Conciertos”. 	Boletín mercantil de Puerto Rico., June 11, 1908, Page 3, Image 3
22/8/1908	Nace su hija Luisa Mercedes Josefina Burset Vélez	
9/1908	Llegan a SJ él y su esposa desde SD en el SS Cubano Julia el 24 de septiembre	https://www.ancestry.com/interactive/2257/41259_321066-00334?pid=183699&treeid=&personid=&rc=&usePUB=true&_phsrc=fVj162&_phstart=successSource
9/1910	Dona $10 a nombre de su esposa para el Refugio de Niños Desamparados	Boletín mercantil de Puerto Rico., September 27, 1910, Page 6, Image 6
9/1911	Junto al señor Santigosa, representante de la compañía de zarzuela que dirige Ceferino Barrajón, anunciaron la presentación en Mayagüez y San Juan de “La Corte del Faraón”. 	Boletín mercantil de Puerto Rico. 7 sept 1911. P. 2. https://ufdc.ufl.edu/AA00066815/06079/2x?search=burset
9/1911	Dirigió funciones de la compañía “Prado Barrajón” en Guayama. A la segunda, se marchó a San Juan, siendo sustituido por F. Dulievre. 	Boletín mercantil de Puerto Rico. 11 sept 1911. P. 2.
https://ufdc.ufl.edu/AA00066815/06082/2x?search=burset
9/1911	Estrenó en el Teatro Municipal selecciones de La “Corte del Faraón”.	Boletín mecantil de Puerto Rico, September 15, 1911, Page 2 (UFDC.UFL.EDU)
9/1911	Burset dirige “Pepe el liberal”, “Hija única” y “La Corte de Faraón”.	Boletín mercantil de Puerto Rico. 19 sept 1911, p. 2. https://ufdc.ufl.edu/AA00066815/06089/2x?search=burset
10/1911	Dirige en Aguadilla la orquesta para la presentación en el Thalía de la compañía de zarzuela de Leonor Garmendía, con la zarzuela “El Terrible Pérez”.	Boletín mercantil de Puerto Rico. 31 oct 1911. P.1. https://ufdc.ufl.edu/AA00066815/05378/1x?search=burset
5/1912	Burset participó en la puesta en escena de El Mikado, de Gilbert and Sullivan. 	Boletín mercantil de Puerto Rico. 31 may 1912. https://ufdc.ufl.edu/AA00066815/05555/1x?search=burset
7/1912	Toca en La Mallorquina el Octeto Tizol, al cual pertenecía junto a Julián Andino, Manuel Tizol, Germán Arguinzoni, Rafael Márquez, Segio Lecompete, Domingo Andino y Francisco Tizol. 	Boletín mercantil de Puerto Rico., July 26, 1912, Page 4, Image 4
8/1912	Era parte del Octeto Tizol, donde era piano acompañante. 	Boletín mercantil de Puerto Rico. 14 ago 1912. https://ufdc.ufl.edu/AA00066815/05616/3x?search=burset
22/11/1912	Nace su hija Cecilia Providencia	
1/1913	Llega a NY desde Cádiz en el SS Manuel Calvo el 29 de enero de 1913. 	https://www.ancestry.com/interactive/7488/NYT715_2012-0632?pid=4011736130&treeid=&personid=&rc=&usePUB=true&_phsrc=fVj161&_phstart=successSource
5/1913	Embarcó para Cuba junto al Sr. Córdova con objeti de llevar un cuadro de artistas de “varietés”; entre los contratados, aparecía un ventrílocuo, un transformista y “unos graciosísismos excéntricos musicales”.	Boletín mercantil de Puerto Rico. 21 de mayo de 1913. P.3. https://ufdc.ufl.edu/AA00066815/05840/3x?search=burset 
6/1913	La compañía de variedades contratada por Burset había embarcado en el vapor Julia y llegaría a SJ el 15 del corriente. Entre los artistas se encontraba la cancionista y bailarina Lola Ricarte. 	Boletín mercantil de Puerto Rico. 11 jun 1913. P.1. https://ufdc.ufl.edu/AA00066815/05858/1x?search=burset
7/1913	“La “troupe” de variedades, excelente, por cierto, empresa Burset y Co., que actúa en el Yagüez, termina mañana en dicho teatro, saliendo el miércoles de Mayagüez a recorrer varias poblaciones interín se desocupa el teatro de esa capital. Es un cuadro de variedades agradabilísimo.”.	Boletín mercantil de Puerto Rico. 2 jul 1913. P.3. https://ufdc.ufl.edu/AA00066815/05876/3x?search=burset
8/1913	“El popular maestro Burset ha organizado … una ´trupita´ que debutó el sábado, que trabajó ayer y que, Dios mediante, dará esta noche la última función.” Mala evaluación.	Boletín Mercantil de Puerto Rico. 4 ago 1913. P.1. https://ufdc.ufl.edu/AA00066815/05903/1x?search=burset
9/1913	La orquesta de la “reprise” de “La Casta Susana”, dirigida por Burset, “tocó bien”. 	Boletín Mercantil de Puerto Rico. 20 sept 1913. P.1.
9/1913	Tercera representación de “La Casta Susana”. 	Boletín Mercantil de Puerto Rico. 22 sept 1913. P.1.
9/1913	Dirige la Casta Susana. La orquesta tocó con afinación.	Boletín Mercantil de Puerto Rico. 27 Sept 1913. Num. 227. https://ufdc.ufl.edu/AA00066815/05949/1x
10/1913	En la presentación de El Soldado de Chocolate, Burset, en el piano, llenó los huecos, y todos los cantables del primer acto fueron muy aplaudidos. 	Boletín Mercantil de Puerto Rico. 3 oct 1913. Núm. 232. P.1. https://ufdc.ufl.edu/AA00066815/05954/1x?search=burset
9/1914	Joaquín regresa a Mayagüez desde SD en el SS Viking el 25 de septiembre	https://www.ancestry.com/interactive/2257/41259_321091-00724?pid=150308&treeid=&personid=&rc=&usePUB=true&_phsrc=fVj159&_phstart=successSource
9/1914	Víctor llega a SJ desde Barcelona el 11 sept 1914 a bordo del SS Manuel Calvo	https://www.ancestry.com/interactive/2257/41259_321091-00758?pid=150406&treeid=&personid=&rc=&usePUB=true&_phsrc=fVj170&_phstart=successSource
1/1915	Establecido en Mayagüez, Joaquín administra la “Revista del Yagüez”.	Boletín mercantil de Puerto Rico., January 12, 1915, Page 2, Image 2
4/1915	Regresa a SJ desde SD en el SS Jacagua.	https://www.ancestry.com/interactive/2257/41259_321094-00026?pid=235380&treeid=&personid=&rc=&usePUB=true&_phsrc=fVj158&_phstart=successSource
4/1915	“Ha regresado de SD donde reside hace meses el Sr. Joaquín A. Burset, conocido maestro de música y representante de la empresa cinematográfica “Yagüez”. Regresa de SD, y toma un tren para Mayagüez, “donde ha fijado su residencia”. Identificado como profesor de música, allí era empleado de Maymón, dueño del Cine de la ciudad. Regresa a SJ a dirigir la orquesta que amenizaría la proyección de la película “Excelsior”.	La Correspondencia de PR. 24 abr 1915. 
https://ufdc.ufl.edu/AA00031601/01084/1x?search=burset
Boletín Mercantil de Puerto Rico., April 08, 1915, Image 1; 
Boletín Mercantil de Puerto Rico., April 21, 1915, Page 4, Image 4; 
Boletín Mercantil de Puerto Rico., April 29, 1915, Image 1
6/1915	Regresa a PR desde Puerto Planta en el SS Caravelle el 2 de junio de 1915. 	https://www.ancestry.com/interactive/2257/41259_321094-00758?pid=235228&treeid=&personid=&rc=&usePUB=true&_phsrc=fVj160&_phstart=successSource
9/1915	Regresa a SJ desde La Guaira el 18 de septiembre en el SS Buenos Aires.	https://www.ancestry.com/interactive/2257/41259_321095-00872?pid=938530&treeid=&personid=&rc=&usePUB=true&_phsrc=fVj157&_phstart=successSource
1/1916	Defunción de Joaquín Evaristo Burset Vélez. 	La Correspondencia de PR. 4 ene 1916. P.2. https://ufdc.ufl.edu/AA00031601/01241/2x?search=burset
9/1916	En la Convención Unionista de Humacao, Víctor Burset resultó elegido para el cargo de juez. 	La Correspondencia de PR. 6 sept 1916. P.3. https://ufdc.ufl.edu/AA00031601/01405/3x?search=burset
4/1917	Joaquín Burset se registra en el Hotel Inglaterra, junto a José Llona (su compadre).	La Correspondencia de PR. 23 abr 1917. P.2. https://ufdc.ufl.edu/AA00031601/01727/2x?search=burset
6/1917	El maestro Burset participó junto a Peña y Mesorana en una velada musical en el Casino Español de Humacao.	La Correspondencia de PR. 25 jun 1917. https://ufdc.ufl.edu/AA00031601/01752/1x?search=burset
7/1917	Tocó el piano en la velada-concierto del Casino Español. 	Boletín mercantil de Puerto Rico., 3 jul 1917, p.4. https://ufdc.ufl.edu/AA00031601/01757/4x?search=burset
6/9/1917	Nace su hijo José Manuel	
3/1918	Sus amigos le ofrecen un banquete en Humacao con motivo de ser designado Juez de la Corte Municipal del pueblo	La Correspondencia de PR. 9 mar 1918. P.2. https://ufdc.ufl.edu/AA00031601/01899/2x?search=burset
10/1919	El día anterior se encontraba en SJ Joaquín Burset, agente corresponsal y amigo de La Correspondencia,	La Correspondencia de PR. 23 oct 1919.  P.2. https://ufdc.ufl.edu/AA00031601/02164/2x?search=burset
1920  Es miembro de la Asamblea Municipal de Humacao. 
2/1922	Organización del Club Ariel, una sociedad de carácter cultural. Joaquín Burset era vocal. 	La Correspondencia de PR. 22 feb 1922. P.3. https://ufdc.ufl.edu/AA00031601/02423/3x?search=burset
6/1922	Velada del Club Ariel en Humacao, donde una orquesta de 24 maestros dirigidos por Joaquín Burset, “conocido también generalmente como un dominador del arte, es de suponerse la exquisitez de esa Orquesta Ariel”.	La Correspondencia de PR. 16 jun 1922. P.2. https://ufdc.ufl.edu/AA00031601/02519/2x?search=burset
10/1922	Reseña de “Fascinación” que estrenó en el Rialto. “De la orquesta, tenemos que decir que es estupenda. Conocemos al Sr. Burset, es de los nuestros; de acá, de su Humacao, sus éxitos los celebramos como si fueran nuestros”. 	La Correspondencia de PR. 18 oct 1922. P.3. https://ufdc.ufl.edu/AA00031601/02620/3x?search=burset
10/1922	Se presenta en el Rialto “Un mentido paraíso” (“A Fool´s Paradise”, de Cecil B. de Mille, con adaptación musical por el maestro J. Burset. 	La Correspondencia de PR. 27 oct 1922. https://ufdc.ufl.edu/AA00031601/02627/1x?search=burset
10/1922	Felicitaciones al maestro Burset por la magnífica adaptación de la música, muy aplaudida en las dos tandas de la película “Fascinación”, con Mae Murray. 	La Correspondencia de PR. 31 oct 1922. P.2. https://ufdc.ufl.edu/AA00031601/02630/2x?search=burset
12/1922	La Orquesta del Cine Rialto, que dirige Joaquín A. Burset, estrenó un nuevo Fox Trot titulado “Star”, de Aron Tefel. 	La Correspondencia de PR. 2 dic 1922. P.2. https://ufdc.ufl.edu/AA00031601/02656/2x?search=burset
2/1936	La orquesta de conciertos de Burset amenizará la asamblea de la Sociedad Médica Insular. 	El Mundo. 6 feb 1936. https://ufdc.ufl.edu/CA03599022/01084/1x?search=burset
3/1936	Se incluye a Joaquín Burset entre los candidatos adicionales para cargos en las ramas judicial y dependencias ejecutivas del gobierno durante la reunión del Comité Ejecutivo Territorial del Partido Socialista el 17 de marzo. 	El Mundo. 19 mar 1936. https://ufdc.ufl.edu/CA03599022/01123/1x?search=burset
9/1936	Como Comisionado de la Policía, asistió al campamento de la Policía Insular.	El Mundo. 14 sept 1936. https://ufdc.ufl.edu/CA03599022/01295/3x?search=burset
10/1936	Participa en la ceremonia de clausura del campamento de la Policía Insular en el campo Buchanan. 	El Mundo. 5 oct 1938. https://ufdc.ufl.edu/CA03599022/00276/3x?search=burset